# Rudolf Nafziger
Rudolf "Rudi" Nafziger (Gauting, 1945. augusztus 11. – Gauting, 2008. július 13.) német labdarúgó.

## Pályafutása

### Klubcsapatban
Pályafutását a TSV Gauting junior csapatában kezdte. 1964-ben az FC Bayern Münchenbe igazolt, ahol 1968-ig játszott. A bajorok mezében 125 mérkőzésen lépett pályára, és 22 gólt szerzett, valamint két alkalommal német kupát és egy alkalommal Kupagyőztesek Európa-kupáját nyert. Végigjátszotta az 1967-es KEK-döntőt. 1968-tól 1970-ig játszott a svájci FC St. Gallen csapatában, ahol egy alkalommal nyerte meg a svájci kupát. A svájci csapatban 48 mérkőzésen lépett pályára, és összesen 9 gólt szerzett. 1970 és 1972 között a Hannover 96-nál játszott. 27-szer lépett pályára, viszont egy alkalommal sem szerzett gólt. 1972–ben az osztrák LASK Linz csapatába szerződött, ahol 1975-ös visszavonulásáig játszott.

### A válogatottban
1965-ben egy-egy alkalommal lépett pályára NSZK B, és NSZK A válogatottjában, valamint 1966-ban szintén egy alkalommal lépett pályára NSZK U-23-as válogatottjában.

## Sikerei, díjai
Bayern München
- Nyugatnémet labdarúgókupa (DFB Pokal)
  - győztes: 1966, 1967
- Kupagyőztesek Európa-kupája
  - győztes: 1967

 FC St. Gallen
- Svájci labdarúgókupa
  - győztes: 1969